# Свобода (остров)
Вижте пояснителната страница за други значения на Свобода.
Свобода е остров в река Марица при град Пазарджик. Дължината му е около 1750 метра, а ширината му – около 310 м. Площта му е ок. 300 дка (0,3 км²).
Островът е обрасъл с тополи. До голямото наводнение на Марица през 1858 г. е бил малък и безлесен остров. В продължение на половин век е частна собственост и се използва за дърводобив и паша на добитъка, след което през 1905 г. е откупен от градската управа и превърнат в парк. През годините хора проявяват интерес да закупят и превърнат острова в своя резиденция, сред които и цар Фердинанд.
На него е издигнат паметник на Алеко Константинов. Със сушата го свързва пешеходен дървен мост. През 2005 г. е построен метален кръст. Кръстът е построен по малки демонстрационни проекти под ръководството на Областен управител, също така по тези проекти по снимков материал и изготвена документация е построена и съборената в миналото чешма.
Днес островът е място за отдих и е сред емблематичните за Пазарджик места. Красивите розариуми и интересните художествени скулптури привличат внимание. За всички любители на спорта е напълно обновен и реконструиран колодрума с условия за футбол, баскетбол, волейбол, тенис на корт, тенис на маса, колоездене и др. От 2009 г. е открит зоопарк, в който посетителите могат да видят лъвове, тигри, чакали, коне, елени, лами, сърни, антилопи, муфлони, сурикати, гвенони, еноти, пауни, фазани и др.

## Галерия
- Пазарджик е кандидат за европейски град на спорта
- Изглед от вътрешната част на стадиона
- Трибуните на стадиона